# 迎宏控股
迎宏控股有限公司，簡稱迎宏控股（英語：IAG Holdings Limited，港交所：8513），在1981年，由主席潘瑞河，於新加坡總部設立名為「 Techplas Mold Pte Ltd 」（1990年更名為「Mold Technic Pte Ltd」，後在2001年更名為「Inzign Pte Ltd」），業務在新加坡和全球經營微流控、液體硅橡膠及無菌包裝的能力及服務發展，注塑醫療產品。
股份在2018年1月19日於港交所創業板上市。配售股份價格為0.6至0.7港元，配售股份數目為1億股，而集資額為4000萬港元，而在上市前，迎在控股在2017年9月初，所有提出上市文件則遞交予港交所上市部，主要用作透過提高及豐富集團有關微流控、液體硅橡膠及無菌包裝的能力及服務發展及加強集團的注塑業務；提高本集團的工具功能；僱用銷售及市場推廣員工；新技術部門及僱用一名技術經理、一名工程師及一名微生物學家等。
2019年2月23日，前執行董事洪來成因私人理由離任。
2019年12月6日，公司發佈公告稱，於12月6日交易時段後，公司作為買方與賣方訂立協議，同意以1,600萬元購入Savor Talent Global Limited，目標公司持有京誠國際，而京誠國際則持有中山市星藝動漫科技80%權益，相關企業主要在內地從事遊藝機及遊藝設備的開發、生產及安裝業務。目標公司將於完成時成為公司的直接全資附屬公司。代價將由公司根據一般授權按發行價每股0.6元向賣方配發及發行2,667萬股代價股份的方式支付，相當於經擴大公司已發行股本約6.25%。

## 連結
- inzign.com （页面存档备份，存于）